# Torre del Reloj (Zahara de la Sierra)
La Torre del Reloj de Zahara de la Sierra data del siglo XVI. 
Adosada a la anterior, figura como único resto de la antigua Ermita de San Juan de Letrán de planta cuadrada y ángulos redondeados. En la antigüedad se utilizaba como campanario de la misma. El nombre de la Torre proviene de principios de siglo, cuando se instaló un reloj que servía a todos los vecinos para estar informados de la situación horaria, para tener referencias en las jornadas de trabajo y actividades Eclesiásticas. En la década de los noventa fue restaurada y su reloj ha estado funcionando hasta la entrada del siglo XXI.
- Datos: Q16641757